# 삼성에스원 태권도단
삼성에스원 태권도단은 대한민국의 태권도단이다.

## 연혁
- 1999년 1월 에스원 태권도단 창단

## 주요 성적
- 올림픽 
  - 2008년 베이징 올림픽 금 1 (손태진)
  - 2004년 아테네 올림픽 금 2 (문대성, 장지원)
  - 2000년 시드니 올림픽 금 2 (김경훈, 이선희)

| - 아시안게임 - 2022년 항저우 아시안게임 금1(박우혁) 은2(김잔디, 박우혁) - 2018년 자카르타-팔렘방 아시안게임 은 2 (김잔디, 하민아) - 2014년 인천 아시안게임 금 1 (조철호), 동 1 (신영래) - 2010년 광저우 아시안게임 금 2 (허준녕, 이성혜), 동 1 (권은경) - 2006년 도하 아시안게임 금 1 (김보혜), 동 1 (이인종) - 2002년 부산 아시안게임 금 2 (박희철, 김경훈), 은 2 (김향수, 윤현정) | - 세계선수권 대회 - 2017년 무주 세계선수권대회 동 1 (김소희) - 2013년 푸에블라 세계선수권대회 은 1 (이인종) - 2011년 경주 세계선수권대회 은 1 (안새봄) - 2009년 코펜하겐 세계선수권대회 은 1 (이인종), 동 1 (권은경) - 2007년 베이징 세계선수권대회 금 1 (김보혜) , 은 1 (이인종) - 2005년 마드리드 세계선수권대회 금 2 (고석화, 김보혜) - 2003년 가미쉬 세계선수권대회 금 2 (이선희, 윤현정) - 2001년 제주도 세계선수권대회 동 1 (김경훈) - 1999년 에드민튼 세계선수권대회 금 2 (문대성, 윤종일), 은 2 (김병욱, 심혜영) |

## 선수단

### 선수
| - 남자팀 - 강재권 - 박우혁 - 박지민 - 변길영 | - 여자팀 - 김잔디 - 윤도희 - 하민아 |

### 코칭 스태프
- 감독 : 정동혁
- 코치 : 김훈

### 역대 주요 선수
- 김경훈
- 이선희
- 문대성
- 장지원
- 임수정
- 손태진

## 시설
- 훈련장, 선수단 숙소 : 삼성 트레이닝 센터

## 같이 보기
- 에스원
- 삼성스포츠